# セテ・ジベルナウ
マヌエル・"セテ"・ジベルナウ・ブルトー（Manuel Seté Gibernau Bultó、1972年12月15日 - ）はスペイン・バルセロナ出身のオートバイレーサー。セテ・ジベルノーと表記される場合も多い。祖父はスペインのオートバイメーカーブルタコの創業者である。

## 経歴
1992年よりロードレース世界選手権250ccクラスにスポット参戦し、1996年はフル参戦。1997年より500ccクラスにステップアップし、翌年ワークス・チームのレプソル・ホンダに移籍するも、以後3年間で目立った成績を残せず。2001年、スズキへ移籍すると第12戦バレンシアGPでWGP初優勝を達成した。
2003年、ホンダのサテライトチームであるテレフォニカ・モビスター・ホンダへ移籍し、加藤大治郎のチームメイトとなり、サテライトスペックのRC211Vを用意される。開幕戦日本GPで加藤が事故死し、チームが悲しみに打ちひしがれる中、3週間後の第2戦南アフリカGPでポール・トゥ・ウィンを達成し、勝利を加藤に捧げた。その後もファクトリースペックのRC211Vを与えられてからもフランスGPとドイツGPで最終ラップの最終コーナーでバレンティーノ・ロッシを抜いて優勝するなど劇的なレースを演じ、シーズン4勝を挙げてロッシに次ぐランキング2位となった。
2004年はヤマハへ移籍したロッシや、キャメル・ポンス・ホンダのマックス・ビアッジとチャンピオン争いを展開。ジベルナウは第2戦・第3戦と連勝してポイントランキングをリードしたが、中盤戦に2戦連続転倒リタイアしてロッシにリードを許した。第13戦カタールGPの優勝で14点差まで縮めたものの、ロッシの予選降格ペナルティ（後述）を巡って確執が生じ、マスコミを通じてメンタル的な圧力をかけられて苦しんだ。この年もシーズン4勝したものの、最後はロッシに突き放されて2年連続ランキング2位に終わった。
2005年もロッシとの因縁は続き、開幕戦スペインGPでは最終ラップまで激しい優勝争いを展開。ジベルナウがトップのまま最終コーナーに差し掛かったが、ロッシに強引にインを突かれて接触。コース外に弾き出されて2位に終わった。第10戦ドイツGPでもロッシを抑えて逃げ切りを図ったが、最終ラップの1コーナーでオーバーランして勝利を逃した。結局、シーズンを通して精彩を欠き、0勝でランキング7位に後退した。
2006年は心機一転、ドゥカティへ移籍したが、第7戦カタルーニャGP1周目の多重クラッシュで鎖骨を骨折するなど、度重なる負傷により本来の実力を発揮できずにシーズンを終え、同年11月8日に現役引退を表明した。
2009年にはMotoGPクラスに新規参戦するオンデ2000チーム（ドゥカティ）のライダーを務めることが発表され、グランプリ復帰を果たす。しかしチームはメインスポンサーの資金難により、7月12日にグランプリからの撤退を発表。わずか6戦の出場でシリーズから姿を消すこととなった。

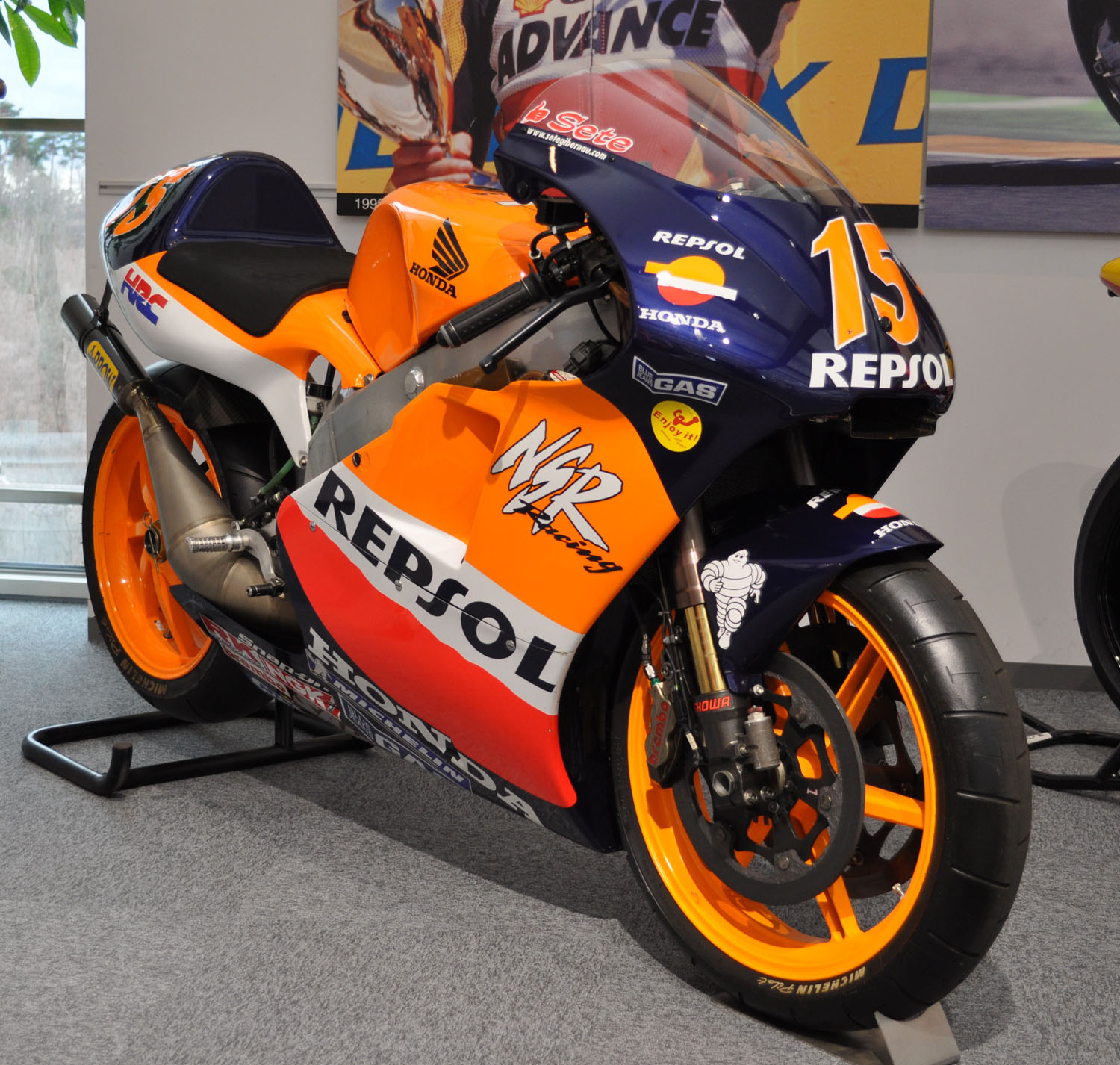
ジベルナウが1999年に乗ったホンダ・NSR500V（ホンダ・コレクションホール）

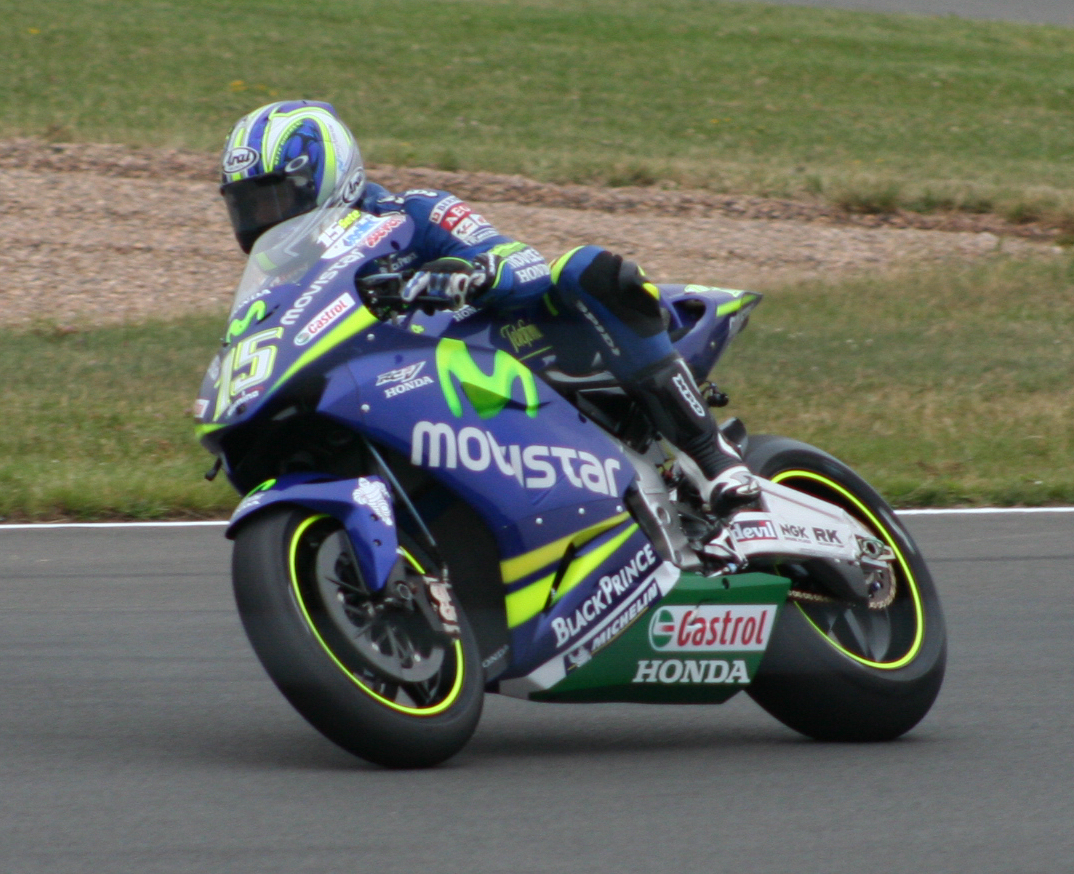
ホンダ・RC211Vを駆るジベルナウ（2005年）

2018年11月12日英国に活動拠点を持つPons Racingが、2019年から始まる電動バイクレース『FIM Enel MotoE World Cup』（MotoE）に参戦し、ライダーとしてジベルナウを起用することを発表した。
2019年5月3日にmotoEの開幕戦より復帰予定だったが、開幕前の車両火災により開幕戦がずれ込み、2019年7月5日ドイツのザクセンリンクにてライダーとして復帰した。ゼッケンはmotoGP参戦当時と同じく15を付けている。

## エピソード
- ゼッケンは、元々前年のランキングの数字をつけていたが、2001年に初優勝して以来、当時つけていたゼッケン15を好んで使うようになった。なお2003年当時のチームメイトで事故死した加藤大治郎のゼッケン74も革ツナギに貼っていた。

- 2004年カタールGPでは、ロッシのチームクルーがレース前にスターティンググリッド上を掃除していたことをジベルナウのチームが告発し、ロッシがペナルティーを受けて最後尾グリッドへ降格した。レースはジベルナウが優勝し、ロッシは転倒リタイア。ロッシはこれに腹を立て、ジベルナウに対して「お前はもう2度とレースに勝てない」と宣告した。この「呪い」は現実となり、ジベルナウは以後全く勝てないままキャリアを終えた。のちにロッシは「あのシーズンでは、という意味だったけど、やりすぎたのかなぁ（笑）」と語った[2]。

## 戦績
- 1992年 - スペインジレラカップ125ccランキング2位
  - ロードレース世界選手権250ccクラス スポット参戦（ヤマハ）
- 1993年 - スペイン選手権ドゥカドスオープン・250ccランキング5位
  - ロードレース世界選手権250ccクラス スポット参戦（マルボロ・チーム・ロバーツ・ヤマハ）
- 1994年 - スペイン選手権ドゥカドスオープンランキング4位
  - ロードレース世界選手権250ccクラス スポット参戦（マルボロ・チーム・ロバーツ・ヤマハ）
- 1995年 - スペイン選手権ドゥカドスオープンランキング3位
  - ロードレース世界選手権250ccクラス スポット参戦（フォルトゥナ・ホンダ・ポンス）
- 1996年 - ロードレース世界選手権250ccクラスランキング22位（第1戦-第12戦・ホンダ、第13戦-第15戦・ヤマハ）
- 1997年 - ロードレース世界選手権500ccクラスランキング13位（ヤマハ・チーム・レイニー）
- 1998年 - ロードレース世界選手権500ccクラスランキング11位（レプソル・ホンダ）、鈴鹿8時間耐久ロードレース2位（アレックス・バロス）（カストロールホンダ＆イワキ/RVF/RC45）
- 1999年 - ロードレース世界選手権500ccクラスランキング5位（レプソル・ホンダ）、全日本ロードレース最終戦MFJGP11位（チーム・HRC/RVF/RC45）
- 2000年 - ロードレース世界選手権500ccクラスランキング15位（レプソル・YPF・ホンダ）
- 2001年 - ロードレース世界選手権500ccクラスランキング9位1勝〔バレンシア〕（テレフォニカ・モビスター・スズキ）
- 2002年 - ロードレース世界選手権MotoGPクラスランキング16位（テレフォニカ・モビスター・スズキ）
- 2003年 - ロードレース世界選手権MotoGPクラスランキング2位4勝〔南アフリカ、フランス、オランダ、ドイツ〕（テレフォニカ・モビスター・ホンダグレシーニ）
- 2004年 - ロードレース世界選手権MotoGPクラスランキング2位4勝〔スペイン、フランス、チェコ、カタール〕（テレフォニカ・モビスター・ホンダグレシーニ）
- 2005年 - ロードレース世界選手権MotoGPクラスランキング7位（テレフォニカ・モビスター・ホンダグレシーニ）
- 2006年 - ロードレース世界選手権MotoGPクラスランキング13位（マルボロ・ドゥカティ）
- 2009年 - ロードレース世界選手権MotoGPクラス第1-8戦出場・ランキング19位（オンデ2000・ドゥカティ）
- 2019年 - ロードレース世界選手権MotoEクラスランキング11位（ポンスレーシング・ エネルジカ）